# 兵庫県道160号奥野コウノトリの郷停車場線
兵庫県道160号奥野コウノトリの郷停車場線（ひょうごけんどう160ごう おくのコウノトリのさとていしゃじょうせん）は、兵庫県豊岡市を通る一般県道である。

## 概要
豊岡市奥野から豊岡市下宮に至る。
2015年（平成27年）4月1日に終点の駅名改称に伴い奥野但馬三江停車場線（おくのたじまみえていしゃじょうせん）から路線名が変更された。

### 路線データ
- 整理番号：10[1]
- 路線名：奥野コウノトリの郷停車場線[1]
- 起点：豊岡市奥野（京都府道・兵庫県道703号永留豊岡線交点）
- 終点： コウノトリの郷停車場（豊岡市下宮、北近畿タンゴ鉄道宮津線 コウノトリの郷駅前、兵庫県道239号下宮六地蔵線起点）
- 重要な経過地：なし[1]
- 総延長：5.147 km

## 歴史
- 1970年（昭和45年） - 兵庫県告示第949号により路線認定。当時の整理番号は10[1]。
- 2015年（平成27年）4月1日 - 兵庫県告示第296号により、路線名が奥野但馬三江停車場線から現在の路線名に変更[1]。

## 路線状況

### 重複区間
- 国道312号（豊岡市鎌田・鎌田交差点 - 豊岡市下宮）

## 地理

### 通過する自治体
- 豊岡市

### 交差する道路
| 交差する道路                      | 交差する場所 | 交差する場所 |
| --------------------------------- | ------------ | ------------ |
| 京都府道・兵庫県道703号永留豊岡線 | 奥野         | 起点         |
| 国道312号 重複区間起点            | 鎌田         | 鎌田交差点   |
| 国道312号 重複区間終点            | 下宮         |              |
| 兵庫県道239号下宮六地蔵線         | 下宮         | 終点         |

### 交差する鉄道
- 北近畿タンゴ鉄道宮津線

### 沿線
- 豊岡市立三江小学校
- 北近畿タンゴ鉄道宮津線 コウノトリの郷駅